# Hidżara Kabira
Hidżara Kabira – wieś w Syrii, w muhafazie Aleppo, w dystrykcie As-Safira. W 2004 roku liczyła 687 mieszkańców.